# Чилтон (містечко, Вісконсин)
Чилтон (англ. Chilton) — місто (англ. town) в США, в окрузі Калумет штату Вісконсин. Населення — 1059 осіб (2020).

## Демографія
Згідно з переписом 2010 року, у місті мешкали 1143 особи в 416 домогосподарствах у складі 340 родин. Було 431 помешкання
Расовий склад населення:
| - 97,9 % — білих - 0,4 % — чорних або афроамериканців - 0,3 % — корінних американців - 0,1 % — азіатів |

До двох чи більше рас належало 1,1 %. Частка іспаномовних становила 0,8 % від усіх жителів.
За віковим діапазоном населення розподілялося таким чином: 24,2 % — особи молодші 18 років, 64,0 % — особи у віці 18—64 років, 11,8 % — особи у віці 65 років та старші. Медіана віку мешканця становила 41,6 року. На 100 осіб жіночої статі у місті припадало 99,5 чоловіків;  на 100 жінок у віці від 18 років та старших — 105,2 чоловіків також старших 18 років.
Середній дохід на одне домашнє господарство  становив 84 842 долари США (медіана — 74 643), а середній дохід на одну сім'ю — 91 524 долари (медіана — 80 250). Медіана доходів становила 51 285 доларів для чоловіків та 36 603 долари для жінок. За межею бідності перебувало 3,1 % осіб, у тому числі 8,6 % дітей у віці до 18 років та 1,3 % осіб у віці 65 років та старших.
Цивільне працевлаштоване населення становило 671 особа. Основні галузі зайнятості: виробництво — 29,8 %, освіта, охорона здоров'я та соціальна допомога — 15,6 %, сільське господарство, лісництво, риболовля — 9,1 %, будівництво — 8,5 %.